# 弗魯比夫卡
48°45′6″N 38°22′31″E / 48.75167°N 38.37528°E
弗魯比夫卡是位於烏克蘭東部的市級鎮，由盧甘斯克州北頓涅茨克區的波帕斯納市鎮負責管轄。該鎮始建於1948年，海拔高度242米，2011年人口1,030，85.5%人口使用烏克蘭語。